# Bistum Juína
Das Bistum Juína (lateinisch Dioecesis Iuinensis, portugiesisch Diocese de Juína) ist eine in Brasilien gelegene römisch-katholische Diözese mit Sitz in Juína im Bundesstaat Mato Grosso.

## Geschichte
Das Bistum Juína wurde am 23. Dezember 1997 durch Papst Johannes Paul II. mit der Apostolischen Konstitution Ad plenius aus Gebietsabtretungen des Erzbistums Diamantina und des Bistums Ji-Paraná errichtet. Es wurde dem Erzbistum Cuiabá als Suffraganbistum unterstellt.

## Bischöfe von Juína
- Franco Dalla Valle SDB, 1997–2007
- Neri José Tondello, seit 2008